# C/2019 Y4 (ATLAS)
C/2019 Y4 (ATLAS), o cometa ATLAS, è una cometa di lungo periodo scoperta dal programma ATLAS il 28 dicembre 2019 che nell'aprile del 2020 ha subito una disgregazione poco prima di giungere al perielio il 31 maggio 2020.
Ha raggiunto il punto più vicino alla Terra il 23 maggio 2010. Il materiale della sua coda è stato studiato dalla sonda Solar Orbiter.
La somiglianza tra gli elementi orbitali di C/2019 Y4 e quelli della Grande Cometa del 1844 ha indotto l'astrofilo tedesco Maik Meyer a ipotizzare che le due comete siano frammenti originati dalla scissione di uno stesso corpo progenitore.

## Scoperta
La cometa ATLAS è stata scoperta dall'osservazione di alcune immagini CCD scattate il 28 dicembre 2019, con il telescopio riflettore  del diametro di 0,5 m situato sulla cima del Mauna Loa, nelle isole Hawaii. Le immagini sono state scattate come parte del programma ATLAS. Al momento della sua scoperta, la cometa brillava di magnitudine 19,6 nella costellazione dell'Orsa Maggiore
Larry Denneau è stato il primo ad identificare l'aspetto cometario dell'oggetto, aggiungendo l'oggetto alla pagina di conferma della possibile cometa del Minor Planet Center, avvisando così gli astronomi e astrofili di tutto il mondo. Ulteriori osservazioni nei giorni successivi hanno identificato una chioma; con la continuazione delle osservazioni è diventata via via più evidente anche una coda cometaria.

## Osservazioni e luminosità

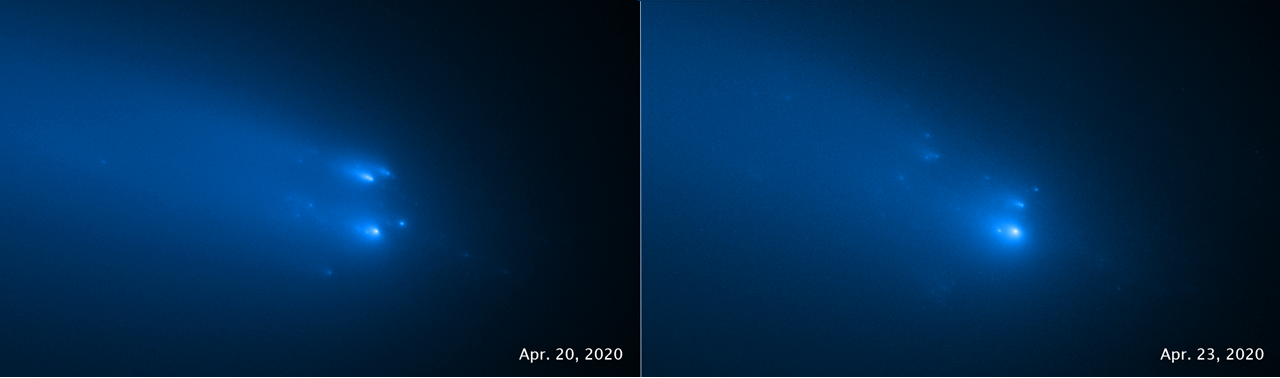
Frammentazione della cometa ripresa dal telescopio Hubble tra il 20 ed il 23 aprile 2020

Nel complesso la cometa è stata osservata tra il 20 dicembre 2019 (con immagini di prescoperta) e il 13 aprile 2020. Tra gennaio e marzo 2020 la cometa si trovava nella costellazione dell'Orsa Maggiore, agli inizi di aprile la cometa è entrata in nella Giraffa. Dal 12 maggio si spostò in Perseo dove raggiunse il punto più vicino alla Terra il 23 maggio, durante un novilunio: la posizione a soli a 17 gradi dal Sole ne impedì l'osservazione. Il perielio, al 31 maggio, avvenne nella costellazione del Toro, a 12 gradi dal Sole.
Il colore verde di cui brillava C/2019 Y4 derivava dalle emissioni di carbonio diatomico. La coda multicolore di 3,3 milioni di km è lunga più del doppio del diametro del Sole. Le parti più esterne della coda di ATLAS erano deboli ma i filamenti gassosi erano visibili tra le stelle..
Tra l'inizio di febbraio e la fine di marzo la cometa ATLAS è passata da una magnitudine 17 ad una magnitudine 8, ovvero ha aumentato la propria luminosità di 4000 volte. Teoricamente ci si attendeva che la magnitudine aumentasse ulteriormente ma ad inizio aprile la luminosità della cometa è diminuita a causa di un significativo evento di frammentazione che fu anche osservato con il telescopio Hubble.
È stato calcolato che in aprile la cometa stesse rilasciando (1,25±0,005)×1028 molecole/s di acqua, pari a circa 17 tonnellate al giorno.
Infine una fortuna coincidenza ha fatto sì che la missione Solar Orbiter dell'ESA attraversasse la coda della cometa nella prima settimana di giugno, quindi in prossimità del perielio, potendone studiare l'interazione con il vento solare. In particolare furono osservate delle onde di Alfvén nel campo magnetico solare.

## Orbita
Al momento della sua scoperta, la cometa ATLAS si trovava a circa 3 unità astronomiche dal Sole. I primi calcoli orbitali per la cometa sono stati pubblicati su una Minor Planet Electronic Circular e si basavano su osservazioni effettuate tra il 28 dicembre 2019 e il 9 gennaio 2020, che indicavano un periodo orbitale di 4400 anni e un perielio di 0,25 au.
Il database dei corpi minori del JPL, utilizzando l'epoca del 18 febbraio 2020, attribuì ad ATLAS un periodo orbitale di circa 6000 anni. Tuttavia questa soluzione orbitale includeva perturbazioni indotte dai corpi della regione planetaria. Una soluzione baricentrica, più adatta a descrivere l'orbita prima che la cometa entrasse nella regione planetaria, mostra un periodo orbitale in entrata di circa 4800 anni.
Si pensava che dopo il perielio la cometa avrebbe avuto un periodo orbitale in uscita di circa 5200 anni. Tuttavia l'evento di frammentazione ha influito significativamente sui parametri orbitali. La cometa si è frammentata in numerosi pezzi, sei dei quali ruotavano vicino al suo nucleo. Il telescopio spaziale Hubble ha identificato una dozzina di frammenti, per cinque dei quali, denominati dalla A alla E, sono state calcolate le orbite, due di queste risultano avere periodi compresi tra i 50 e i 100 anni: la diminuzione del periodo di questi frammenti è spiegabile che il delta di velocità che hanno subito durante la disgregazione che è stato valutato in 10m/s. Per il corpo principale il periodo in uscita è stato rivisto a circa 5700 anni.